# Gyomaendrőd
Gyomaendrőd is een stad en gemeente in het Hongaarse comitaat Békés. Gyomaendrőd telt 12.639 inwoners (2021). De plaats kwam in 1982 tot stand als samenvoeging van het dorp Endrőd en het stadje Gyoma, die toen al aan elkaar vast lagen. In 1989 werd de gemeente tot stad werd verheven. 
Gyomaendrőd ligt aan de Körös, die even oostelijker ontstaat uit de samenvloeiing van de Kettős-Körös en de Sebes-Körös. De spoorlijn van Szolnok naar Békéscsaba vormt de grens tussen het westelijke Endrőd en het oostelijke Gyoma.

## Geschiedenis
Gyoma werd voor het eerst genoemd in 1332, Endrőd in 1416. Tijdens de Ottomaanse bezetting van Hongarije vanaf 1526 werden de plaatsen verwoest en vluchtte de Hongaarse bevolking naar het noorden. De plaatsen waren daarna onbewoond tot het begin van de 18e eeuw.  Vanaf dat moment kwamen er Hongaarse calvinisten (Hongaarse Gereformeerde Kerk) die Gyoma opnieuw stichtten. De calvinistische kerk werd gebouwd tussen 1791 en 1813. Verder kwamen er rooms-katholieke Slowaken en Hongaren uit het huidige Slowakije. De Slowaken assimileerden en spraken vanaf de 19e eeuw ook Hongaars. In het begin van de 19e eeuw voegden zich bij de bewoners lutherse Duitse kolonisten, die in 1862 een eigen kerk bouwden. 

## Drukkerij
Gyomaendrőd geniet bekendheid vanwege drukkerij Kner (Gyomai Kner Nyomda), die in 1882 door Isidor Kner in Gyoma werd opgericht. In het woonhuis van diens zoon Imre is sinds 1970 een drukkerijmuseum gevestigd.  

## Partnergemeenten
Gyomaendrőd onderhoudt partnerschappen met Aiud (Roemenië), Schöneck (Duitsland), Pilzno (Polen) en Vrútky (Slowakije). 